# 더그 존스 (정치인)

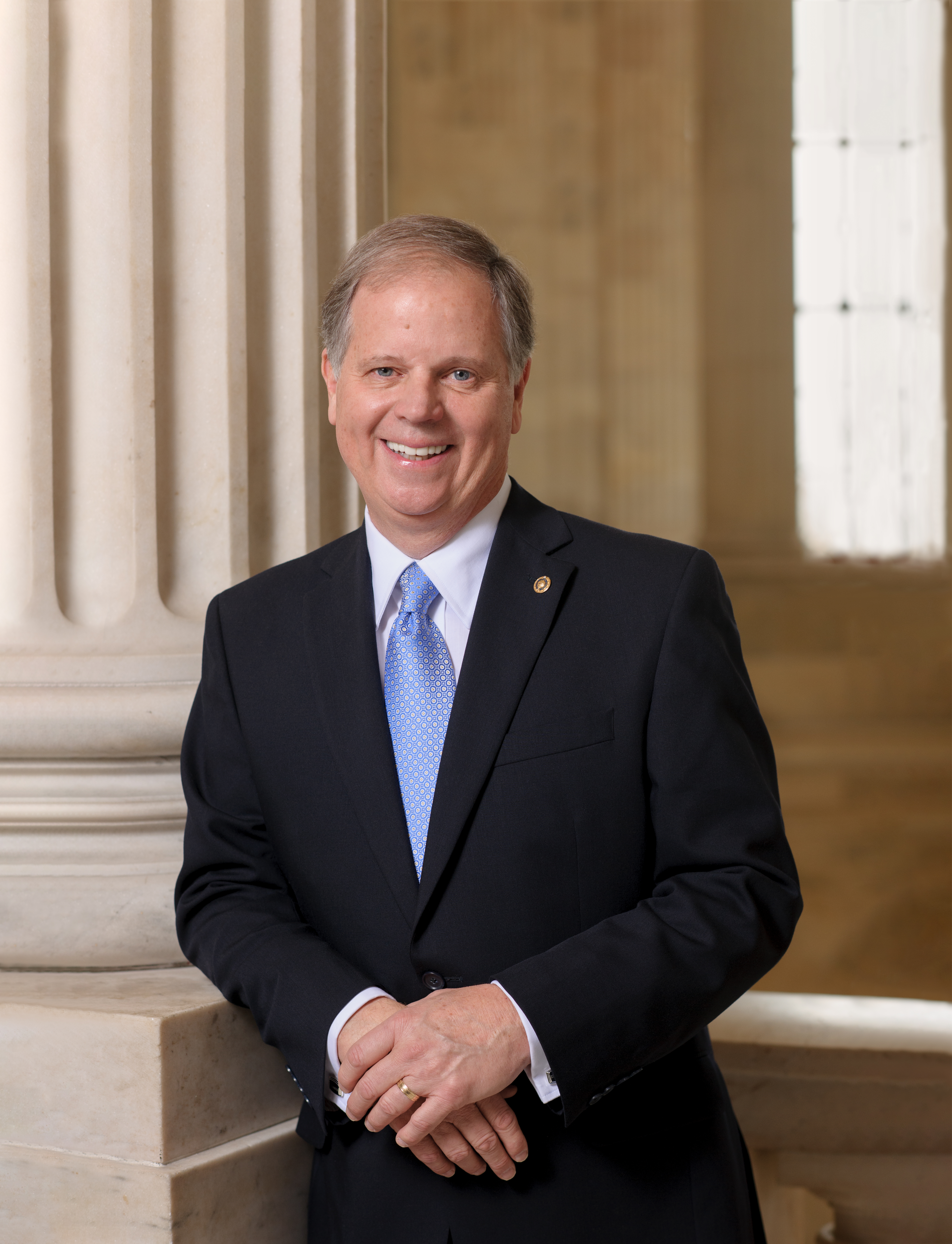

고든 더글러스 존스(영어: Gordon Douglas Jones, 1954년 5월 4일 ~ )는 미국의 정치인이자 법조인이며 소속 정당은 민주당이다. 1997년부터 2001년까지 앨라배마 북부 지방의 연방 검사를 지냈다. 더그 존스 상원의원은 검사 시절에 KKK단을 처벌한 것으로 널리 알려진 검사 중에 하나이다. 2017년 치러진 연방 상원의원 보궐선거에서 아동 성추행 혐의를 받던 공화당의 로이 무어를 꺾고 당선되었다. 앨라배마주에서 민주당 후보가 연방 상원의원에 당선된 것은 25년 만에 처음이다.

## 역대 선거 결과
| 선거명        | 직책명                    | 대수  | 정당   | 득표율 | 득표수    | 결과 | 당락                     |
| ------------- | ------------------------- | ----- | ------ | ------ | --------- | ---- | ------------------------ |
| 2017년 재선거 | 상원의원 (앨라배마 제2부) | 115대 | 민주당 | 49.97% | 673,913표 | 1위  | 앨라배마주 상원의원 당선 |
| 2020년 선거   | 상원의원 (앨라배마 제2부) | 117대 | 민주당 | 39.74% | 920,478표 | 2위  | 낙선                     |